# Browar w Nowej Rudzie
Browar w Nowej Rudzie – budynek browaru wzniesiony w 1849 r. Nowej Rudzie. 
Browar wybudowany został w 1849. Pod koniec XIX w., w 1880 kiedy właścicielem został R. Rother (do 1910) obiekt przebudowano na browar parowy. Powstał wtedy kompleks z okazałym budynkiem fabrycznym w stylu ceglanego neogotyku. Zakład  najpierw był prywatny a potem został spółdzielnią. W 1921 zakupiony przez spółkę niem. Gorkauer Societaets-Brauerei AG z Gorkau (Sobótki Górki), stał się jej filią i funkcjonował do 1945. Po II wojnie światowej przekazany Państwowej Spółdzielni Spożywców Społem. W  1953 został częścią Kłodzkich Zakładów Piwowarsko-Słodowniczych, następnie Wrocławskich Zakładów Piwowarskich. Funkcjonował do połowy lat 70. XX w. (1975) i produkowano w nim niepasteryzowane Piwo noworudzkie. Po generalnym remoncie trwającym w latach 1988–1994 budynek jest siedzibą Miejskiej Biblioteki Publicznej.

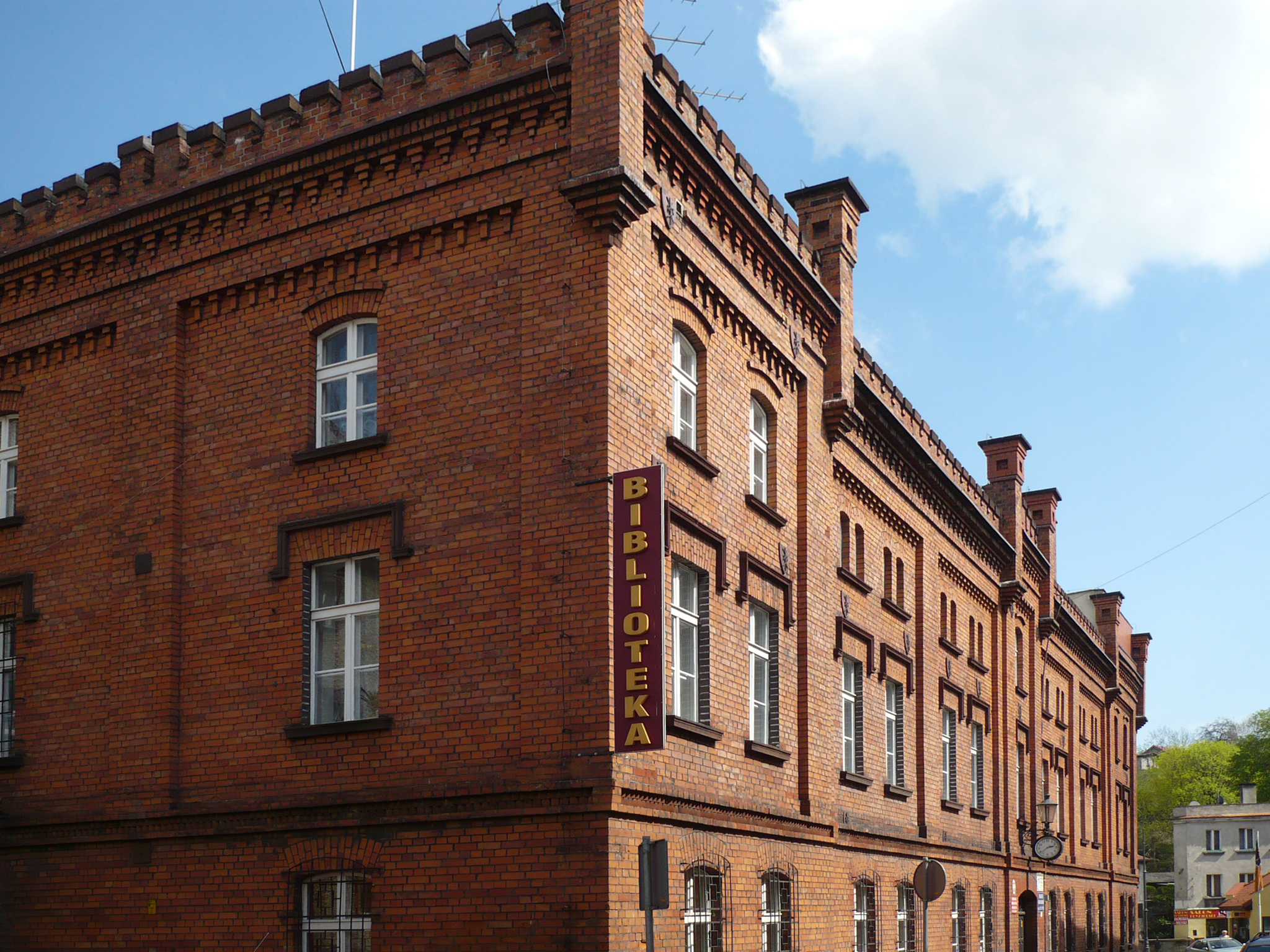
Budynek browaru współcześnie
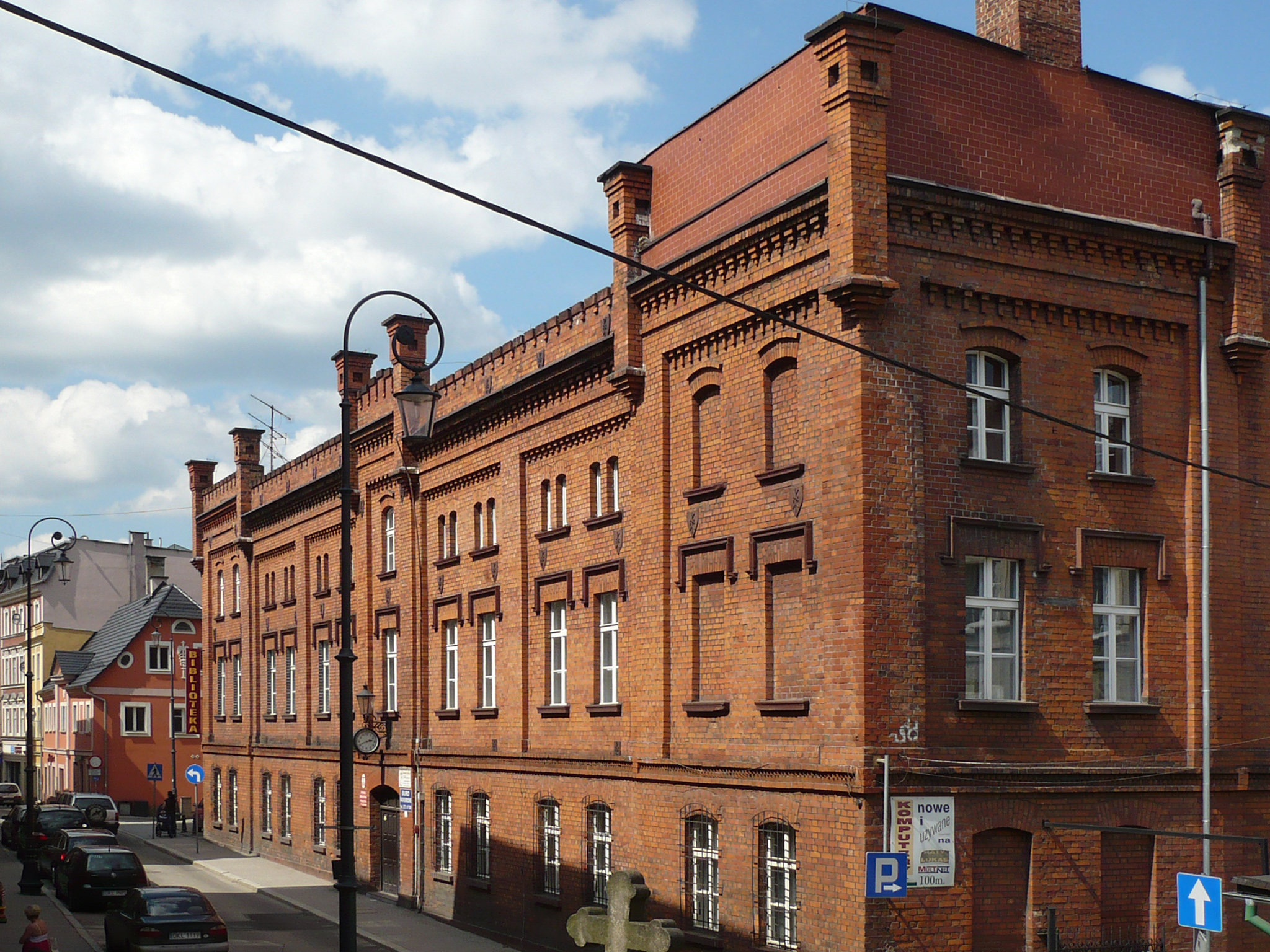
Budynek browaru współcześnie
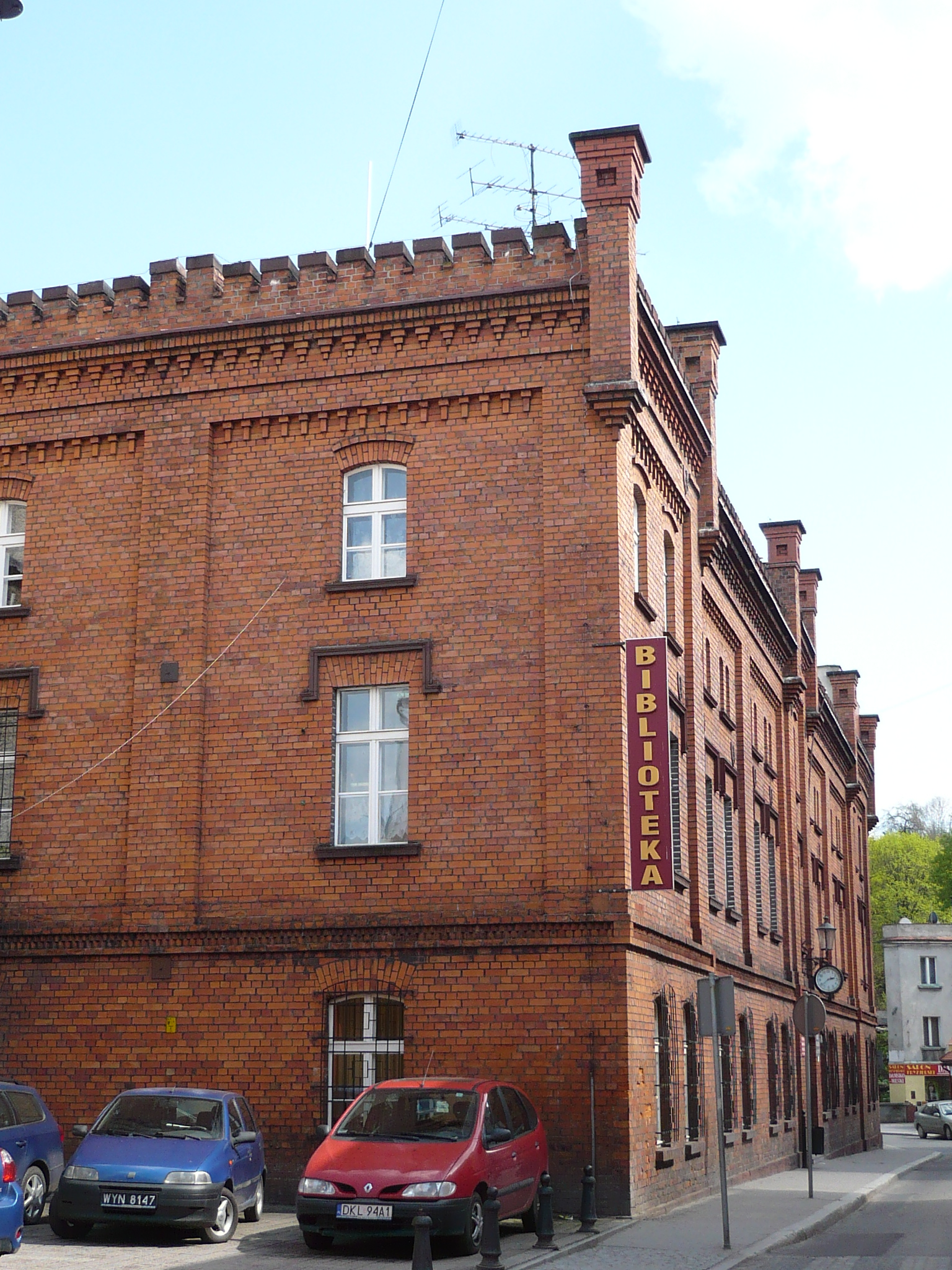
Budynek browaru współcześnie